# Phân biệt đối xử theo màu da
Phân biệt đối xử theo màu da (Discrimination based on skin color) là một dạng định kiến và phân biệt đối xử trong đó những người thuộc nhóm dân tộc nhất định hoặc những người được coi là thuộc chủng tộc có làn da sẫm màu hơn sẽ bị phân loại và ứng xử khác nhau dựa vào màu da sẫm màu hơn, một cách ngắn gọn, đây là tình trạng khi trong cùng một nhóm người thì ai đó có làn da sẫm màu thì sẽ bị phân biệt đối xử. Thuyết màu da tập trung vào cách thức phân biệt chủng tộc được thể hiện trong tâm lý của một dân tộc và nó ảnh hưởng như thế nào đến khái niệm sắc đẹp (tiêu chuẩn cái đẹp), sự giàu có và đặc quyền của họ. Sự khác biệt chính giữa chủ nghĩa phân biệt chủng tộc và sự phân biệt đối xử theo màu da là trong khi chủ nghĩa phân biệt chủng tộc đề cập đến sự khuất phục, cam chịu của nhóm này dưới trướng của nhóm khác hoặc niềm tin vào quyền lực tối cao của chủng tộc ưu việt hơn, thì sự phân biệt đối xử theo màu da đề cập đến sự phân biệt đối xử trong nhóm, bên cạnh sự phân biệt đối xử giữa các nhóm.

## Đại cương
Những nghiên cứu đã phát hiện ra bằng chứng đa dạng về phân biệt đối xử dựa trên màu da trong tư pháp hình sự, kinh doanh, nền kinh tế, nhà ở, chăm sóc sức khỏe, phương tiện truyền thông và chính trị ở Hoa Kỳ và Châu Âu. Ngoài ra, đã có nghiên cứu cho thấy rõ ràng sự thiên vị dựa trên màu da trong hệ thống giáo dục. Học sinh da màu đang phải đối mặt với chi phí giáo dục cao hơn và sự bất bình đẳng trong các chương trình nâng cao và là mục tiêu của giáo viên hoặc bạn bè thuộc các nhóm bị thiệt thòi khác. Ngoài vấn đề này đã được ghi nhận ở Hoa Kỳ, tông màu da sáng hơn còn được coi là thích hợp hơn ở nhiều quốc gia ở Châu Phi, Châu Á và Nam Mỹ. Phân biệt chủng tộc ảnh hưởng đến hầu hết mọi khía cạnh của cuộc sống đương đại. Nghiên cứu cho thấy người dân tộc thiểu số có ít cơ hội hơn trong giáo dục đại học và việc làm, chịu sự giám sát chặt chẽ hơn của cảnh sát và ít có khả năng nhận được sự chăm sóc đầy đủ từ bác sĩ. 
Một số phân tích tổng hợp tìm thấy bằng chứng sâu rộng về sắc tộc và phân biệt chủng tộc trong việc tuyển dụng ở thị trường lao động Bắc Mỹ và Châu Âu. Một phân tích tổng hợp năm 2016 gồm 738 bài kiểm tra tương ứng trong 43 nghiên cứu riêng biệt được thực hiện ở các nước OECD trong năm 1990–2015 cho thấy có sự phân biệt chủng tộc sâu rộng trong cả quy trình tuyển dụng ở Châu Âu và Bắc Mỹ. Các ứng viên thuộc nhóm thiểu số tương đương cần gửi nhiều đơn đăng ký hơn khoảng 50% so với các ứng viên thuộc nhóm đa số để được mời phỏng vấn. Nghiên cứu gần đây ở Hoa Kỳ cho thấy sự bất bình đẳng về kinh tế xã hội và sức khỏe giữa người Mỹ gốc Phi dọc theo dãy màu da thường tương tự hoặc thậm chí lớn hơn về mức độ so với những gì tồn tại giữa người da trắng và người Mỹ gốc Phi.

## Trên thế giới

### Ở châu Phi
Trong thời kỳ thuộc địa của châu Âu, những người đi du lịch ở châu Phi đã nhấn mạnh và bổ sung thêm vào một diễn ngôn ở châu Âu về phụ nữ da đen vốn cho rằng tất cả phụ nữ da đen đều có thân hình to đô. Đây là biểu tượng của sự khác biệt, kiểu hình thấp kém, văn hóa và trí tuệ lạc hậu ở những phụ nữ này. Ở một số vùng của châu Phi, những người có làn da sáng hơn được cho là hấp dẫn hơn và có khả năng thành công hơn những người có tông màu da tối hơn. Ở một số quốc gia, rào cản định kiến này đã khiến hàng triệu phụ nữ và nam giới chuyển sang các phương pháp điều trị làm sáng da, nhiều phương pháp trong số đó được chứng minh là gây hại cho cơ thể. Về mặt lịch sử, trào lưu làm sáng da ở châu Phi có thể bắt nguồn từ thời thuộc địa châu Âu, nơi những người có làn da sáng hơn nhận được nhiều đặc quyền hơn những người có tông màu tối hơn. 
Những kẻ thực dân châu Âu ở Rwanda đã tạo ra và dựng nên một hệ thống đẳng cấp dựa trên màu da, từ đó họ áp đặt địa vị người Tutsi lên trên những người Hutu dựa trên làn da sáng hơn của người Tutsi, dẫn đến sự phát tán của thứ bản sắc chính trị phân biệt chủng tộc chưa từng tồn tại ở Rwanda trước chủ nghĩa thực dân và đây chính là nguồn cơn của sự mâu thuẫn, xung đột dai dẳng không hồi kết giữa người Hutu và người Tutsi. Hệ thống phân cấp chủng tộc và phân loại màu sắc làn da ở các quốc gia châu Phi thuộc địa đã để lại những ảnh hưởng tâm lý đối với nhiều người có làn da sẫm màu. Trong thế kỷ XXI, đã có tới 77% phụ nữ Nigeria, khoảng 52% phụ nữ Senegal và tới 25% phụ nữ Mali đã và đang sử dụng các sản phẩm làm sáng da. Trang Der Spiegel đã có báo cáo rằng nếu ở Ghana thì "Khi bạn có làn da sáng, bạn kiếm được nhiều tiền hơn" và rằng, "Một số phụ nữ mang thai uống thuốc viên với hy vọng rằng nó sẽ giúp họ một đứa trẻ được sinh ra với làn da trắng. Một số bôi kem tẩy trắng cho đứa con họ với hy vọng rằng nó sẽ cải thiện cơ hội cho con cái họ".

### Ở châu Á
Ở Đông, Nam và Đông Nam Á, sở thích về làn da sáng hơn là phổ biến, đặc biệt là ở các quốc gia như Trung Quốc, Hàn Quốc, Đài Loan, Hồng Kông, Việt Nam, Ấn Độ, Pakistan, Bangladesh, Philippines, Indonesia, Thái Lan và Nhật Bản. Vào đầu thế kỷ XXI, bốn trong số mười phụ nữ được khảo sát ở Hồng Kông, Malaysia, Philippines và Hàn Quốc cho biết đã sử dụng kem làm trắng da. Một cuộc khảo sát kết luận rằng 3/4 đàn ông Malaysia nghĩ rằng bạn tình của họ sẽ hấp dẫn hơn nếu họ có làn da sáng hơn. Ở một số quốc gia Đông Nam Á như Malaysia, lý tưởng làm đẹp phổ biến là "vẻ ngoài lai Á-Âu". Người dân địa phương gọi là "vẻ ngoài châu Á", ở Malaysia, đó là một lý tưởng bắt nguồn từ lý tưởng về vẻ đẹp của làn da trắng, mà người Á-Âu có xu hướng sở hữu từ tổ tiên hỗn chủng. Bất chấp những tranh cãi xung quanh việc ưu tiên người Malaysia gốc Á (Malay, Trung Quốc hoặc Ấn Độ) và châu Âu có những đặc điểm như làn da trắng, một số chuyên gia khác trong ngành đã nói rằng việc sử dụng khuôn mặt rặc châu Á có thể được sử dụng. để thúc đẩy sự đa dạng chủng tộc của người Malaysia. Như Bộ trưởng Bộ Thông tin đã đề xuất vào năm 1993, những khuôn mặt như vậy cũng có thể được sử dụng để quảng cáo mỹ phẩm về một sản phẩm hướng tới đối tượng nhân khẩu học chủng tộc đa dạng vì vẻ ngoài hỗn hợp của chúng.
Những tác động của chủ nghĩa phân biệt màu da ở Ấn Độ đã rõ ràng kể từ khi hình thành quốc gia này. Những di sản của Đế chế Mughal, sự thống trị của thực dân phương Bắc và châu Âu trên tiểu lục địa Ấn Độ đã ảnh hưởng đến mối quan hệ hiện đại giữa làn da sáng và động cơ quyền lực. Nhiều nghiên cứu đã kết luận rằng sở thích có làn da sáng hơn ở Ấn Độ có mối liên hệ lịch sử với cả Hệ thống đẳng cấp ở Ấn Độ và sự cai trị hàng thế kỷ của các dân tộc từ các khu vực khác như Ba Tư, lãnh thổ Mughal (Mông Cổ Hồi giáo) và Châu Âu. Chính Ấn Độ giáo cũng có ảnh hưởng lên chuyện làn da trắng. Hệ thống phân cấp xã hội của người Hindu nhấn mạnh rằng những người ở đẳng cấp cao hơn thường có làn da sáng hơn những người ở đẳng cấp thấp hơn, vì vậy, họ đang có lợi thế. Chủ nghĩa phân biệt màu da ở Ấn Độ cũng được nuôi dưỡng chính bởi thái độ của người châu Âu, những người ưa chuộng những người da sáng hơn cho các vị trí viên chức hành chính và các vị trí xã hội nổi bật khác, vì vậy về mặt khái niệm, quyền lực xã hội gắn liền với làn da sáng. 
Người Ấn Độ giàu có thường có làn da sáng do ít tiếp xúc với ánh nắng mặt trời. Ngoài ra, các cá nhân được đánh giá dựa vào nghề nghiệp của họ. Sinh ra trong một dòng dõi nông dân chẳng hạn, thường sẽ khiến một người không thể rời bỏ dòng dõi lam lũ này. Việc di cư giữa các ngành nghề rất hiếm và mặc dù tính hợp pháp của hệ thống đẳng cấp đã được thay đổi vào năm 1948, nó vẫn có ảnh hưởng và được áp dụng ở nhiều nơi trên đất nước Ấn Độ. Khi những yếu tố này tạo ra hệ thống đẳng cấp, nó phát triển để bao gồm cả vị thế kinh tế và vị thế xã hội. Chủ nghĩa màu da có những tác động xã hội, nhiều trong số đó gây tổn hại nghiêm trọng đến khả năng di chuyển kinh tế xã hội của những người da đỏ, da sẫm màu. Những điều này có thể diễn ra trong khuôn mẫu giới tính và sự phân biệt đối xử theo khu vực. Các nghiên cứu về chỉ số melanin (MI) ở các cá nhân giữa các vùng cho thấy có sự khác biệt về màu da, điều này góp phần tạo ra mức độ phân biệt đối xử mà những người có làn da sẫm màu phải đối mặt ở các vùng tương ứng này. 
Ở một số vùng của Ấn Độ, người da sẫm màu thường bị coi là đen điu, "bẩn thỉu" và có địa vị thấp hơn những người có nước da sáng hơn. Nước da sáng được đánh đồng với vẻ đẹp thanh tú nam và nữ, ưu thế chủng tộc và quyền lực, đồng thời tiếp tục có ảnh hưởng mạnh mẽ đến triển vọng hôn nhân, việc làm, địa vị và thu nhập cá nhân. Hầu hết các cô gái da ngăm khi đi xin việc đều bị từ chối nhận vào làm việc làm do họ có màu da sẫm màu hơn. Theo Werdhani và những người khác thì chủ nghĩa da màu dai dẳng là di sản của thời kỳ thuộc địa của Anh ở Ấn Độ, trong đó phụ nữ Ấn Độ bị siêu nữ tính hóa và bị những người thực dân coi là quá đoan trang trong công việc, trong khi đàn ông Ấn Độ bị nữ hóa và bị coi là thấp kém hơn đàn ông da trắng. Các hình thức phân biệt màu da khác ở Ấn Độ có thể được nhận thấy trong ngành công nghiệp mỹ phẩm, nơi các loại kem "làm trắng da" nhằm làm sáng da rất phổ biến ở Ấn Độ. Trong ngành điện ảnh và truyền thông Ấn Độ, hầu hết người được tuyển dụng đều có làn da sáng và các diễn viên thường được xử lý photoshop để trông có làn da sáng hơn. 
Làm sáng da được chứng minh là có tác động bất lợi đáng kể đến cả sức khỏe tinh thần và thể chất, đặc biệt đối với phụ nữ, những người phải chịu gánh nặng nặng nề hơn nam giới liên quan đến vấn đề này. Đó là gánh nặng đối với sức khỏe tâm thần của một người trong môi trường xã hội. Nhìn chung, những người sử dụng kem dưỡng da vẫn không hài lòng với làn da của mình ngay cả sau khi sử dụng sản phẩm. Các sản phẩm không được kiểm soát có thể chứa các hóa chất độc hại có thể gây viêm da, bỏng hóa chất và trong trường hợp nghiêm trọng, làm tăng khả năng mắc bệnh ung thư da và khối u ác tính. Khi các cơ chế này tương tác với sự hiện diện của các thể chế tư bản hiện đang kiểm soát phần lớn thế giới ngày nay, ngành công nghiệp làm sáng da mang lại lợi ích cho hệ thống này thông qua việc bóc lột những cá nhân dễ bị tổn thương. Làn da trắng sáng là lý tưởng làm đẹp trong xã hội Sri Lanka đương đại nhưng lại có nguồn gốc từ những lý tưởng làm đẹp cổ xưa ở đất nước này. Các sản phẩm làm trắng da và các sản phẩm khác có chứa chất làm trắng thường được bày bán ở Sri Lanka và được phụ nữ ưa chuộng. Các diễn viên da trắng nổi bật trong các bộ phim Bollywood và phim truyền hình Hàn Quốc, cả hai đều nổi tiếng và có ảnh hưởng sâu rộng ở Sri Lanka.